# Mémorial Gandhi
 (mai 2023).
Si vous disposez d'ouvrages ou d'articles de référence ou si vous connaissez des sites web de qualité traitant du thème abordé ici, merci de compléter l'article en donnant les références utiles à sa vérifiabilité et en les liant à la section « Notes et références ».
Le mémorial Gandhi, ou Gandhi Mandapam, est un monument situé dans la ville de Kânyâkumârî, au cap Comorin, l'extrémité sud de l'Inde, dans l'État du Tamil Nadu. Avec la statue de Thiruvalluvar, le mémorial du rocher de Vivekananda et les temples de Bhagavathy et de Thanumalayan (à Suchindram), il constitue un important lieu touristique et de pèlerinage. Il a été construit en [Quand ?] pour commémorer la dispersion d'une partie des cendres de Gandhi.

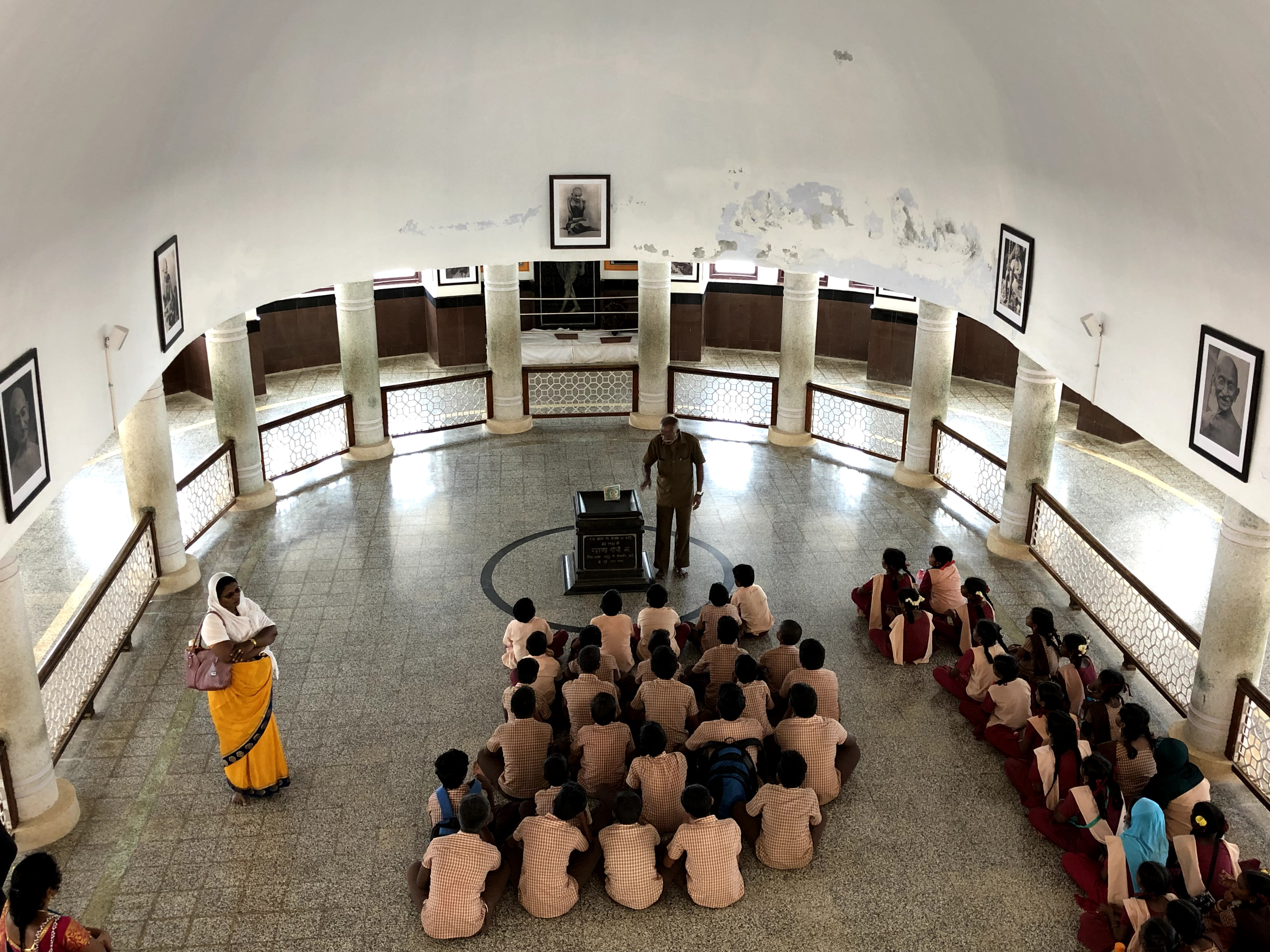
Intérieur du mémorial.